# Dallage (construction)
Pour les articles homonymes, voir Dallage.
Un dallage est un ouvrage de grandes dimensions, généralement en béton ou béton armé, qui repose uniformément sur le sol.

## Histoire

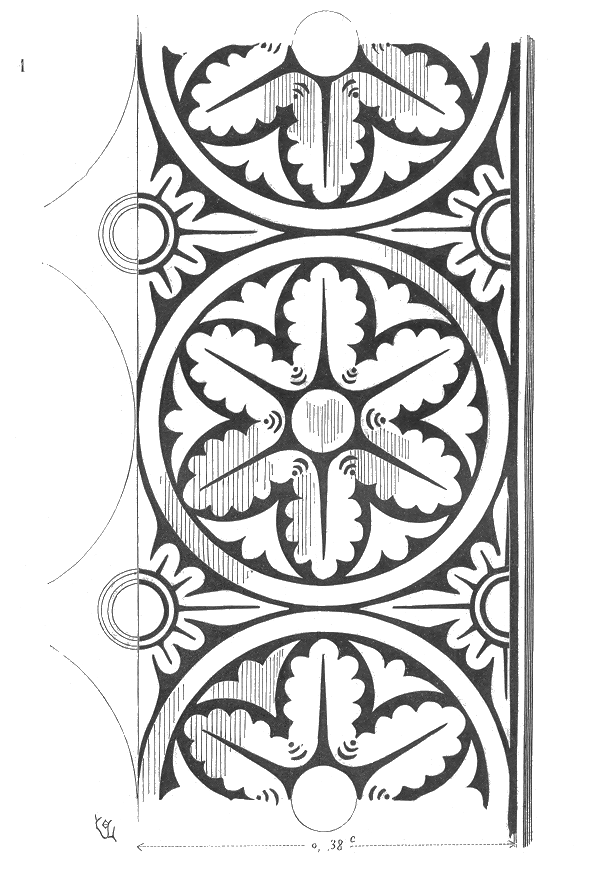
Dallage de l'église de Saint-Menoux

De tout temps et dans tous les pays, des pierres plates, dures, polies, jointives, sans ordre ou avec symétrie ont été utilisés pour couvrir le sol. Les Romains utilisaient pour leurs dallages des matières précieuses telles que le marbre, le porphyre, le granit et le jaspe, tels les dallages du Panthéon de Rome, de la basilique du Forum de Trajan. Au Moyen âge, en France, la mosaïque ne fut employée que très-rarement pour le dallage, et ces sortes de pavages, composés de petits morceaux de pierres dures formant des entrelacs, connus sous le nom d'opus Alexandrinum, si communs en Italie et en Sicile, ne se rencontrent qu’exceptionnellement. On voit de ces pavages dans le sanctuaire de l’église abbatiale de Westminster, à Londres, et dans celui de l’église de Saint-Benoît-sur-Loire. Mais de préférence, les dallages sont en pierre calcaire dure; pour les décorer, on gravait des dessins sur leur surface, remplis de plomb ou de mastics colorés en noir, en vert, en rouge, en brun, en bleu clair ou sombre. 
Deux causes contribuèrent à détruire ces dallages : d’abord le passage fréquent des fidèles qui usaient leur surface avec leurs chaussures, puis l’usage admis généralement, à dater du XIIIe siècle, d’enterrer les clercs et même les laïcs sous le pavé des églises. Ainsi beaucoup de dallages anciens furent enlevés pour faire place à des pierres tombales qui, à leur tour, composaient une riche décoration obtenue par les mêmes procédés de gravures et d’incrustations.
Les dallages étaient employés non seulement dans les édifices publics ou religieux, mais aussi dans les habitations privées. La plupart des grandes salles des châteaux, des évêchés et des hôtels de ville étaient pavées en grandes dalles de pierre dure. Souvent, dans les châteaux, ces dallages étaient décorés d’incrustations de pierres de couleur ou de mastics, ou encore les dalles alternaient avec les stucs peints. Les anciens avaient compris l’importance des pavages comme moyen de décorer les intérieurs des édifices, et le moyen âge ne fit que suivre et perpétuer cette tradition.

## Principes généraux
Contrairement à un plancher porté ou une dalle, un dallage est un ouvrage qui repose sur le sol, transmettant directement les charges qui lui sont appliquées sur le sol.

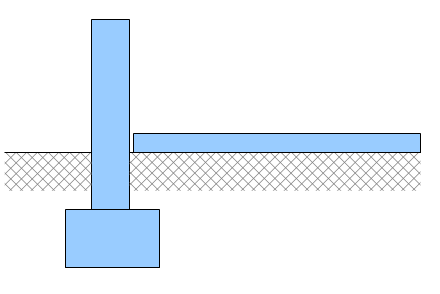
Schéma de dallage sur terre plein.
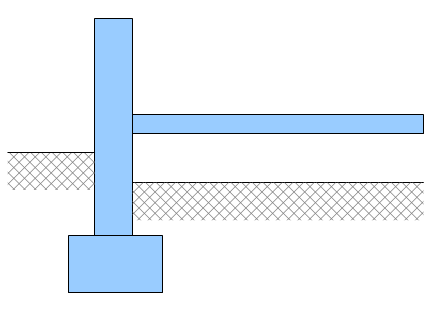
Schéma de plancher porté sur vide sanitaire.

### Constitution
Le dallage se décompose en trois parties essentielles.

#### Support
Le support est constitué du sol et d'une couche de forme éventuelle. La couche de forme est un lit de sable et de granulats concassés qui est compacté, afin d'obtenir une plate-forme homogène et  stable. On vérifie la compacité de la plate-forme grâce à des essais à la plaque réalisés par un laboratoire géotechnique.
La couche de forme ainsi obtenue est souvent recouverte d'un film de polyéthylène. Ce film est déconseillé dans la mesure où il peut parfois constituer des réservoirs d’eau (condensations, arrosages) en sous face du dallage et aggraver les soulèvements par retraits différentiels aux angles des panneaux et le long des bordures.

#### Corps du dallage
Le corps du dallage est l'ouvrage en béton à proprement parler. Il peut être armé suivant l'utilisation qu'il en est faite et son épaisseur se calcule en fonction des charges appliquées.

#### Revêtement éventuel
Il peut s'agir d'une simple chape de ciment ou d'un revêtement de protection.

### Joints
Différents types de joints sont mis en œuvre lors de la réalisation d'un dallage. Ces joints ont des rôles différents en fonction de leur localisation ou de leur type même.

#### Joints de rupture ou d'isolement
Les dallages ne doivent pas être solidarisés à la structure verticale du bâtiment, dans la mesure où le sol situé sous les fondations peut tasser de manière différente de la couche de forme sur laquelle repose le dallage. Une exception peut cependant parfois être faite pour les dallages des maisons individuelles.
Ces joints sont réalisés sur toute l'épaisseur du dallage.

#### Joints de dilatation
Sous l'effet des variations de température, le béton armé se dilate, des joints sont alors réalisés pour éviter que les ouvrages ne se fissurent. Ils ne sont imposés que pour les dallages non couverts.
Si le dallage est soumis à des charges roulantes, comme dans un bâtiment industriel par exemple, les joints doivent être conjugués.
Ces joints sont réalisés sur toute l'épaisseur du dallage.

#### Arrêts de coulage ou joints de construction
Lorsque le dallage est réalisé en plusieurs fois, des joints se créent au niveau des arrêts de coulage. Ces joints sont semblables à des joints de dilatation si ce n'est que les nappes de treillis soudé ne sont pas coupées.

#### Joints de retrait
Lors de la prise du béton, le phénomène de retrait du béton peut engendrer une fissuration du béton. Pour pallier ce problème, des sciages doivent être réalisés sur le dallage.
Ces joints sont réalisés sur environ un tiers de l'épaisseur du dallage, et tous les 5 à 6 m dans chaque direction.

## Dimensionnement
En France, la méthode de mise en œuvre des dallages et les règles de calcul de dimensionnement sont décrites dans le document technique unifié no 13.3.
Le dimensionnement du dallage est déterminé en fonction de sa destination. Le dallage peut être en béton non armé, en béton armé, ou encore en béton additionné de fibres (considéré comme non armé).
Dans le cas d'un dallage en béton armé, les armatures sont calculées suivant l'Eurocode 2 ou les règles  BAEL. La pose d'un revêtement de sol adhérent (sauf peinture) impose de réaliser un dallage armé.